# Cantó d'Ouzouer-le-Marché
El cantó d'Ouzouer-le-Marché és un cantó francès del departament de Loir i Cher, situat al districte de Blois. Té 12 municipis i el cap és Ouzouer-le-Marché.

## Municipis
- Binas
- La Colombe
- Membrolles
- Moisy
- Ouzouer-le-Doyen
- Ouzouer-le-Marché
- Prénouvellon
- Semerville
- Tripleville
- Verdes
- Vievy-le-Rayé
- Villermain

## Història
| Data d'elecció                           | Identitat        | Partit          | Qualitat |
| ---------------------------------------- | ---------------- | --------------- | -------- |
| 1945-1949                                | M. Galliot       | radical         |          |
| 1949-1955                                | M. Simon         | Divers droite   |          |
| 1955-1979                                | Charles Reverdon | Divers gauche   |          |
| 1979-1998                                | Gilbert Richard  | UDF             |          |
| 1998-                                    | Bernard Dutray   | UDF, després NC |          |
| les dades anteriors no són pas conegudes |                  |                 |          |
|                                          |                  |                 |          |

## Demografia
| A partir de 1990: Població sense dobles comptes |